# Cristo Carregando a Cruz (Bosch, Madrid)
Cristo Carregando a Cruz, ou Ascenção ao Calvário, é uma pintura a óleo sobre painel (150x94 cm) de Hieronymus Bosch, datada de cerca de 1498 e preservada no Palácio Real de Madrid.

## Temática
Jesus carregando a cruz a caminho da sua crucificação é um episódio da vida de Jesus relatado nos quatro evangelhos canônicos e um tema muito comum na arte cristã, especialmente nas catorze estações da cruz, conjuntos que atualmente se encontram em praticamente todas as igrejas católicas. Porém, o tema aparece também em outros contextos, incluindo obras singulares e ciclos da Vida de Cristo ou da Paixão de Cristo. Outros nomes são Procissão ao Calvário e Caminho do Calvário, sendo que Calvário ou Gólgota se referem ao local da crucificação, fora de Jerusalém. A verdadeira rota seguida é comumente chamada de Via Dolorosa em Jerusalém, embora o caminho específico tenha variado ao longo dos séculos e continue sendo tema de debates.

## História
A obra é mencionada entre as pinturas que Filipe II de Espanha, um grande colecionador das obras de Bosch, enviou a El Escorial em 1574. Larsen levantou a hipótese de que se tratava de um trabalho inicial (1475-1480), de Cinotti maduro (1505-1507) e a análise dendrocronológica finalmente o vinculou ao pós-1498, com possíveis intervenções de oficina.
Apesar da alta qualidade da obra, a crítica se debruçou relativamente pouco sobre ela, devido à falta daquele repertório de monstros, aleijados e figuras grotescas que tanto fascinaram a exegese sobre o artista.